# Formel-Nippon-Saison 2005
Die Formel-Nippon-Saison 2005 wurde vom 3. April bis zum 27. November im Rahmen von 9 Rennen ausgetragen. In die Wertung kamen alle erzielten Resultate.
| Punktewertung |    |   |   |   |   |   |
| Platz:        | 1  | 2 | 3 | 4 | 5 | 6 |
| Punkte:       | 10 | 6 | 4 | 3 | 2 | 1 |

## Rennkalender
|   | Datum        | Rennen | Pole-Position    | Platz 1          | Platz 2            | Platz 3          |
| - | ------------ | ------ | ---------------- | ---------------- | ------------------ | ---------------- |
| 1 | 3. April     | Motegi | Yūji Ide         | Richard Lyons    | Yūji Ide           | Naoki Hattori    |
| 2 | 17. April    | Suzuka | Benoît Tréluyer  | Yūji Ide         | Tsugio Matsuda     | Takashi Kogure   |
| 3 | 15. Mai      | Sugo   | Takashi Kogure   | Satoshi Motoyama | Richard Lyons      | Takashi Kogure   |
| 4 | 5. Juni      | Fuji   | Richard Lyons    | Benoît Treluyer  | Satoshi Motoyama   | Tsugio Matsuda   |
| 5 | 3. Juli      | Suzuka | Satoshi Motoyama | Satoshi Motoyama | Takashi Kogure     | Richard Lyons    |
| 6 | 31. Juli     | Mine   | Benoît Treluyer  | Yūji Ide         | Ronnie Quintarelli | Satoshi Motoyama |
| 7 | 28. August   | Fuji   | Richard Lyons    | André Lotterer   | Tatsuya Kataoka    | Yūji Ide         |
| 8 | 23. Oktober  | Motegi | Satoshi Motoyama | Satoshi Motoyama | Sakon Yamamoto     | Takeshi Tsuchiya |
| 9 | 27. November | Suzuka | Tsugio Matsuda   | André Lotterer   | Satoshi Motoyama   | Yūji Ide         |

## Punktestand

### Fahrer
| 1. | Satoshi Motoyama | 52 |
| 2. | Yūji Ide         | 39 |
| 3. | Richard Lyons    | 30 |
| 4. | André Lotterer   | 20 |
| 5. | Juichi Wakisaka  | 15 |

| 6.  | Benoît Tréluyer    | 14 |
| 6.  | Tsugio Matsuda     | 14 |
| 8.  | Takeshi Tsuchiya   | 13 |
| 9.  | Ronnie Quintarelli | 12 |
| 10. | Sakon Yamamoto     | 9  |

| 11. | Tatsuya Kataoka    | 7 |
| 11. | Naoki Hattori      | 7 |
| 13. | Katsuyuki Hiranaka | 2 |